# 9994 Grotius
9994 Grotius è un asteroide della fascia principale. Scoperto nel 1960, presenta un'orbita caratterizzata da un semiasse maggiore pari a 2,5848631 UA e da un'eccentricità di 0,1764918, inclinata di 7,16657° rispetto all'eclittica.
L'asteroide è dedicato al giurista olandese Ugo Grozio.